# Istorija Tibeta
Tibetanska istorija, kao što je zabeleženo, posebno je fokusirana na istoriju budizma u Tibetu. Ovo je delom zbog ključne uloge koju je ova religija igrala u razvoju tibetanske i mongolskih kultura, a delom zbog toga što su skoro svi domaći istoričari te zemlje bili budistički monasi. Iako se Tibet nalazi između Kine i Indije, odnosno dve civilizacije koje se smatraju među najstarijima na svetu, pouzdani podaci o njegovoj istoriji datiraju tek iz relativno novijeg datuma, odnosno o Tibetu je malo toga poznato sve do 7. veka. Taj period obavijen je mitovima i legendama i iz njega ne postoje pouzdani istorijski izvori. Moderni ljudi su prvi put naselili Tibetsku visoravan pre dvadest pet hiljada godina.
Od VII do XX veka nove ere Tibet je bio snažna kraljevina. Kraljevi iz dinastije Jarlung uspevaju da sjedine veći deo centralnog Tibeta. Namri Songsten, vladar Jarlung dinastije uspeo je da proširi uticaj Tibeta ka centralnoj Aziji. Tokom sedmog veka uticaj Tibeta je rastao velikom brzinom. Kralj Songsten Gampo predvodio je osvajanja Nepala i severne Indije. Tibet je postao pretnja za dinastiju Tang u Kini. Da bi bio sprečen rat između Kine i Tibeta dogovoren je brak između tibetanskog kralja i kineske princeze, što je dovelo do saveza između dva kraljevstva. Budizam, koji je dominirao tim područjem više od 1.000 godina, postao je zvanična državna religija. Tokom vladavine Songsten Gampa izgrađeni su brojni hramovi u Lasi kao i kraljeva palata, kasnije poznata kao Potala. Kontakt sa Kinom omogućio je razvoj medicine, astronomije i matematike. Stvoreno je tibetansko pismo po uzoru na indijsko, što je omogućilo prevođenje budističkih zapisa, pojavu pisanih zakona, i pisane istorije države.
Tokom sledeća dva veka uticaj i granice Tibeta još više su se proširile. Kralj Trisong Detsen uspostavio je kontrolu nad severnim Pakistanom, Nepalom, Turkistanom, severnom Indijom. Došlo je do rata sa Kinom. 783. Tibetanska vojska prodrla je u tada kinesku prestonicu Čangan (današnji Hian) prisilivši kineskog cara da prizna proširenje Tibeta. Nakon rata potpisan je sporazum prema kojem su Kina i Tibet definisane kao dve nezavisne države. U to doba budizam počinje da preuzima primat u upravljanju državom. Godine 842. kralja Trisung Detsen Ralpačen, koji je podržavao budizam, ubio je njegov brat Langdarma.
Langdarma je bio protivnik budističke religije i nastojao je da izbaci njen uticaj iz državnog aparata. Njegovi pokušaji su bili bezuspešni jer je naišao na žestok otpor budističkog sveštenstva. Nakon nekoliko godina vladavine ubili su ga budistički monasi. Nakon toga dolazi do rasula tibetanske države, rastrojene unutrašnjim nemirima i spoljašnjim pretnjama Kineskog i Mongolskog carstva.
Godine 1239. Tibet je ušao u sastav Mongolskog carstva. Uticaj tibetanskog budizma postajao je sve veći, tako da je budizam ubrzo postao zvanična religija Mongolskog carstva. Godan-kan, praunuk Džingis-kana uspostavio je zaštitnički stav prema budizmu štiteći tibetanske duhovne vođe. U četrnaestom veku dolazi do slabljenja Mongolskog carstva i Tibet ponovo dobija nezavisnost. Mongolija se meša u dinastičke sukobe nastojeći da duhovnom vođi Dalaj Lami dodeli i svetovnu vlast. Peti Dalaj Lama Ngavang Lobzang Giatso postao je duhovni i svetovni vladar Tibeta 1656. godine. Njegovom smrću 1682. odnos sa Mongolskim carstvom se promenio.
Mongolski vladari želeli su veću kontrolu nad Tibetom, tako da su početkom  veka napali i osvojili glavni grad Lasu, stavljajući pod svoju kontrolu šestog Dalaj Lamu Tsang-Jang Giatsoa. Ponovno mongolsko osvajanje nije naišlo na potporu lokalnog stanovništva. To je iskoristio kineski car Kang Ksi, koji je poveo vojnu kampanju s ciljem da oslobodi Lasu i protera Mongole. Kineska vojska je dočekana kao oslobodilačka. Pod zaštitom Kineza bio je sedmi Dalaj Lama koga su ranije proterli iz Lase Mongoli. Kineski car Kang Ksi proglasio je Tibet protektoratom kineske imperije. Tokom XVIII i XIX veka Tibet je ostao protektorat Kine sve do 1911.
Car je u Lasi postavio svog izaslanika, koji se nazivao amban. Godine 1750. narod Tibeta se pobunio, zbacio carskog izaslanika i uspostavio samostalnu vlast. Uz pomoć carske vojske ustanak 1750. je ugušen.
Prvi Evropljani koji su stigli na Tibet bili su jezuitski misionari, koji su 1705. osnovali svoju misiju u Lasi. Početkom XVIII veka dolazi do uspostavljanja kontakta između evropskih zemalja i Tibeta. 1774. britanski izaslanici su stigli u Tibet.
Godine 1904. britanska vojska iz Indije ušla je u Tibet, osvojila Lasu prisiljavajući Tibet da otvori granice prema „biseru“ britanskog kolonijalnog carstva - Indiji. Godine 1906. potpisan je sporazum između Kine i Velike Britanije kojim je Tibet postao britanski protektorat. Godinu dana kasnije, 1907. potpisan je novi sporazum, ovaj put između Velike Britanije, Kine i Rusije. Velika Britanija i Rusija priznale su Kini pravo na Tibet. Direktna kineska vlast u Lasi uspostavljena je 1910, ali nije trajala dugo. Godine 1911. izbila je revolucija u Kini, što je iskoristio Dalaj Lama preuzevši kontrolu nad Tibetom. Godine 1913. Tibet i Mongolija proglasile su ocepljenje od Kine. Godine 1914. Velika Britanija priznala je nezavisnost Tibeta i uspostavljena je granica između Tibeta i britanske Indije. Kina nije prihvatila nezavisnost Tibeta, smatrajući ga neodvojivim delom svoje teritorije.
Početak Prvog svetskog rata i građanski rat u Kini skrenule su pogled velikih sila sa Tibeta, omogućivši trinaestom Dalaj Lami da neometano vlada. Sve do 1950. Tibet se održavao kao nezavisna država. Godine 1950. vojska Narodne Republike Kine ušla je u Lasu. 1951. pod pritiskom NR Kine potpisan je tibetansko-kineski sporazum koji je predviđao da Tibetom zajednički vladaju vlada NR Kine i vlada Tibeta na čelu sa Dalaj Lamom. Godine 1956. izbio je ustanak Tibetanaca, podržan od strane Sjedinjenih Američkih Država. Ustanak je krvavo ugušen 1959, stotine hiljada Tibetanaca je ubijeno, spaljen je veliki broj budističkih hramova, a Dalaj Lama je prisiljen da napusti zemlju i prebegne u Darmsalu u Indiji, gde se i danas nalazi. Za vreme Mao Cedungove vladavine u Kini sprovođen je teror nad stanovništvom Tibeta. Došlo je do organizovanog uništavanja kulturnog nasleđa, budističkih manastira, svetilišta i do pokolja nad budističkim sveštenstvom i monasima. Neki izvori pominju da je u ovom periodu stradalo više od 1,2 miliona Tibetanaca. Tokom 1980-ih došlo je do liberalizacije režima, što je Tibetu vratilo određeni stepen religijske slobode. Dalaj Lama je iz emigracije uputio brojne pozive za pomoć u oslobađanju Tibeta.
Tenzin Gjatso, četrnaesti Dalaj Lama dobio je Nobelovu nagradu za mir 1989. godine zbog svojih nastojanja da nenasilnim putem povrati nezavisnost Tibeta.

## Napomena
- Tekst je delomično preuzet sa web-stranice znanje.org

## Literatura
- Beckwith, Christopher I. (1987). The Tibetan Empire in Central Asia: A History of the Struggle for Great Power Among Tibetans, Turks, Arabs, and Chinese During the Early Middle Ages. Princeton University Press. ISBN 978-0-691-05494-0. OCLC 15630380.
- Craig, Mary (1992). Tears of Blood: A Cry for Tibet. ISBN 978-0-00-627500-8.. INDUS an imprint of HarperCollins Publishers. Calcutta. Second impression, 1993.
- Dodin, Thierry. Anne-Marie Blondeau and Katia Buffetrille, ур. (2008). „"Right to Autonomy"”. Authenticating Tibet: Answers to China's 100 Questions. University of California Press. ISBN 978-0-520-24464-1.
- Goldstein, Melvyn; Rimpoche, Gelek (1989). A history of modern Tibet, 1913-1951. Volume 1, The demise of the Lamaist state. Berkeley USA: University of California Press. ISBN 978-0-520-06140-8. OCLC 419892433.
- Goldstein, Melvyn C. (1997). The Snow Lion and the Dragon: China, Tibet, and the Dalai Lama. University of California Press. ISBN 978-0-520-21951-9.
- Goldstein, Melvyn C. (2014). A History of Modern Tibet, Volume 3: The Storm Clouds Descend, 1955-1957. University of California Press. 547 pages;
- Grunfeld, A. Tom (1996). The Making of Modern Tibet. East Gate Book. ISBN 978-1-56324-713-2.
- Hilton, Isabel (2000). The Search for the Panchen Lama. Penguin. ISBN 978-0-14-024670-4isbn=9780140246704 Проверите вредност параметра |isbn=: invalid character (помоћ).
- Karmay, Samten G. (Translator) (2014). The Illusive Play: The Autobiography of the Fifth Dalai Lama. Serindia Publications. Chicago. ISBN 978-1-932476675.
- Kuzmin, S.L (2011). Hidden Tibet: History of Independence and Occupation. Library of Tibetan Works & Archives. ISBN 978-93-80359-47-2.
- Laird, Thomas; Lama, Dalai (2006). The Story of Tibet: Conversations with the Dalai Lama. Grove Press. ISBN 978-0-8021-1827-1. OCLC 63165009.
- McKay, Alex (1997). Tibet and the British Raj: The Frontier Cadre, 1904-1947. Richmond, Surrey: Psychology Press. ISBN 978-0-7007-0627-3. OCLC 37390564.
- McKay, Alex, ур. (2003). The Early Period: to c. AD 850 The Yarlung Dynasty. New York: RoutledgeCurzon.
- McKay, Alex, ed (2003). History of Tibet. ISBN 978-0-7007-1508-4. (Curzon in Association With Iias, 9). RoutledgeCurzon.
- Mullin, Glenn H (2001). The Fourteen Dalai Lamas: A Sacred Legacy of Reincarnations. Clear Light Publishers. ISBN 978-1-57416-092-5.
- Norbu, Namkhai (1989). The necklace of gZi: A Cultural History of Tibet. Narthang.
- Norbu, Namkhai (1995). Drung, deu, and Bön: narrations, symbolic languages, and the Bön traditions in ancient Tibet. Library of Tibetan Works and Archives. ISBN 978-81-85102-93-1.
- Powers, John (2007), Introduction to Tibetan Buddhism, Shambhala
- Powers, John (2004). History as Propaganda: Tibetan Exiles versus the People's Republic of China. Oxford University Press. ISBN 978-0-19-517426-7.
- Rossabi, Morris (1983). China Among Equals: The Middle Kingdom and Its Neighbors, 10th-14th Centuries. University of California Press. ISBN 978-0-520-04383-1.
- Rossabi, Morris (1989). Khubilai Khan: His Life and Times. University of California Press. ISBN 978-0-520-06740-0.
- van Schaik, Sam; Galambos, Imre. (2011). Manuscripts and Travellers: The Sino-Tibetan Documents of a Tenth-century Buddhist Pilgrim. De Gruyter. ISBN 978-3-11-022564-8.
- Shakya, Tsering (januar 1999). The Dragon in the Land of Snows: A History of Modern Tibet Since 1947. Pimlico. ISBN 978-0-7126-6533-9. OCLC 40840911. Приступљено 19. 4. 2016.
- Shirokauer, Conrad (2006). A Brief History of Chinese Civilization. ISBN 978-0-534-64305-8. Thompson Higher Education, (c).
- Smith, Warren W. (24. 10. 1996). Tibetan nation: a history of Tibetan nationalism and Sino-Tibetan relations. Boulder, Colorado: Westview Press. ISBN 978-0-8133-3155-3. OCLC 35192317.
- Sperling, Elliot (2004). The Tibet-China Conflict: History and Polemics (PDF). Washington: East-West Center. ISBN 978-1-932728-13-2. ISSN 1547-1330. Архивирано из оригинала (PDF) 19. 08. 2008. г. Приступљено 16. 12. 2018. - (online version)
- Stein, Rolf Alfred (1972). Tibetan Civilization. Stanford University Press. ISBN 978-0-8047-0901-9.; first published in French English translation by J. E. Stapelton Driver. Reprint: Stanford University Press (with minor revisions from 1977 Faber & Faber edition), 1995. 1962.  978-0-8047-0806-7. (hbk).
- Teltscher, Kate (2006). The High Road to China: George Bogle, the Panchen Lama and the First British Expedition to Tibet. New York. ISBN 978-0-7475-8484-1.. ; Farrar, Straus and Giroux.
- Wang Jiawei; Gyaincain, Nyima (2001). The Historical Status of China's Tibet. China Intercontinental Press. ISBN 978-7-80113-304-5.
- Willard J. Peterson, John King Fairbank, Denis C. Twitchett (2002). The Cambridge history of China: The Ch'ing empire to 1800. Cambridge University Press. ISBN 978-0-521-24334-6.
- Wylie, Turnell (1990). „The First Mongol Conquest of Tibet Reinterpreted”. Harvard Journal of Asiatic Studies. Cambridge, Mass.: Harvard Yenching Institute. 37 (1): 103—133. ISSN 0073-0548. JSTOR 2718667. OCLC 6015211726. doi:10.2307/2718667..
- Tuttle, Gray, and Kurtis R. Schaeffer, eds (2013). The Tibetan History Reader. Columbia University Press., reprints major articles by scholars
- Bell, Charles: Tibet Past & Present. Reprint, New Delhi, 1990 (originally published in Oxford, 1924).
- Bell, Charles: Portrait of the Dalai Lama, Collins, London, 1946.
- Carrington, Michael. Officers Gentlemen and Thieves: The Looting of Monasteries during the 1903/4 Younghusband Mission to Tibet, Modern Asian Studies 37, 1 (2003), PP 81–109.
- Desideri (1932). An Account of Tibet: The Travels of Ippolito Desideri 1712-1727.. Ippolito Desideri. Edited by Filippo De Filippi. Introduction by C. Wessels. Reproduced by Rupa & Co, New Delhi. 2005
- Petech, Luciano (1997). China and Tibet in the Early XVIIIth Century: History of the Establishment of Chinese Protectorate in Tibet. Brill Academic Publishers. ISBN 978-90-04-03442-6.
- Rabgey, Tashi; Sharlho, Tseten Wangchuk (2004). Sino-Tibetan Dialogue in the Post-Mao Era: Lessons and Prospects (PDF). Washington: East-West Center. ISBN 978-1-932728-22-4. Архивирано из оригинала (PDF) 16. 07. 2007. г. Приступљено 16. 12. 2018.
- Samuel, Geoffrey (1993). Civilized Shamans: Buddhism in Tibetan Societies. Smithsonian Institution. ISBN 978-1-56098-231-9.
- Shakabpa, Tsepon W.D [Wangchuk Deden (dbang phyug bde ldan)]: Tibet. A Political History, Potala Publications, New York, 1984.
- Shakabpa, Tsepon Wangchuk Deden (Dbang-phyug-bde-ldan, Zhwa-sgab-pa) (1907/08-1989): One Hundred Thousand Moons: an advanced political history of Tibet. Translated and annotated by Derek F. Maher. 2 Vol., Brill, 2010 (Brill's Tibetan studies library; 23). Leiden, 2010.
- Smith, Warren W. (1996). History of Tibet: Nationalism and Self-determination. Westview Press. ISBN 978-0-8133-3155-3.
- Smith, Warren W. (2004). China's Policy on Tibetan Autonomy - EWC Working Papers No. 2 (PDF). Washington: East-West Center. Архивирано из оригинала (PDF) 19. 08. 2008. г. Приступљено 16. 12. 2018.
- Smith, Warren W. (2008). China's Tibet?: Autonomy or Assimilation. Rowman & Littlefield Publishers. ISBN 978-0-7425-3989-1.
- Arnold C. Waterfall "The Postal History of Tibet" (1981 edition) Scotland. 1981.  978-0-85397-199-3.
- McGranahan, C (2005). „Truth, Fear, and Lies: Exile Politics and Arrested Histories of the Tibetan Resistance,”. Cultural Anthropology. 4: 570—600..
- Knaus, J.K. Orphans of the Cold War: America and the Tibetan Struggle for Survival. New York: Public Affairs. 1999. .
- Bageant, J (2004). „War at the Top of the World,”. Military History. 6: 34—80..

## Spoljašnje veze
- Brief History of Tibet at Friends of Tibet New Zealand
- Fifty Years after the Asian Relations Conference, Sharan, 1997, Tibetan Parliamentary and Policy Research Centre
- Tibetan Buddhist Texts Chronology
- The Shadow Circus: The CIA in Tibet - Documentary website
- Tibetan History according to China, at Xinhua